# Jean Guibé
Jean Marius René Guibé (* 18. Februar 1910 in Paris; † 4. Mai 1999 in Caen) war ein französischer Herpetologe. Sein Forschungsschwerpunkt waren die Froschlurche und Schlangen Madagaskars.

## Leben und Wirken
Guibés Familie stammt aus der Normandie. Sein Vater war Chirurg. 1930 erlangte er das Baccalauréat an der Naturwissenschaftlichen Fakultät der Universität Caen. Anschließend studierte er für ein Jahr Medizin, kehrte dann jedoch zu den Naturwissenschaften zurück und wurde 1934 graduiert. Während seiner Studienzeit knüpfte Guibé Beziehungen mit mehreren Forschern des Muséum national d’histoire naturelle in Paris, darunter mit dem vergleichenden Anatom Jacques Millot. 1939 wurde Guibé an der Universität Caen zum Doktor promoviert. Während des Zweiten Weltkriegs diente er beim Militär. 1945 wurde er Assistent von Léon Bertin am  Muséum national d’histoire naturelle. Ursprünglich  an der Erforschung von Wirbellosen interessiert, kam er durch Bertin zum Forschungsfeld der Herpetologie. 1949 leitete Guibé eine Expedition nach Algerien und zwischen 1950 und 1951 arbeitete er auf Madagaskar. 1957 wurde er Bertins Nachfolger als Leiter der Abteilung für Reptilien und Fische des Muséum national d’histoire naturelle. 1975 ging Guibé aus gesundheitlichen Gründen in den Ruhestand. Die Abteilung für Reptilien und Fische wurde aufgespalten und Édouard-Raoul Brygoo wurde Leiter der herpetologischen Abteilung.
Zwischen 1946 und 1978 veröffentlichte Guibé mehr als 150 wissenschaftliche Artikel. Die Mehrheit umfasste Studien über Amphibien und Reptilien. Sein besonderes Interesse galt der Systematik, der Anatomie, dem Verhalten und der Biogeographie. Er widmete sich den Fröschen und Schlangen Madagaskars und Westafrikas, Regionen die lange Zeit unter der politischen Verwaltung Frankreichs standen. Guibé arbeitete oft mit anderen Herpetologen des Muséum national d’histoire naturelle zusammen, darunter mit Fernand Angel, Maxime Lamotte und Jacques Millot an der Froschsystematik sowie mit Jean Anthony an der Anatomie von Schlangen, insbesondere den Riesenschlangen.
Er studierte den Geschlechtsdimorphismus der madagassischen Blattnasennattern (Langaha). Die Gründe für die unterschiedlichen Nasenaufsätze von Männchen und Weibchen und ihre Funktion sind jedoch bis heute ungeklärt. Guibé beschrieb ungefähr 60 neue Taxa von Schuppenkriechtieren und Froschlurchen, darunter mehrere neue Gattungen. Er veröffentlichte mehrere Bücher, darunter 1950 und 1954 den Catalogue des types de lezards du Muséum National d'Histoire Naturelle, 1958 das Werk Les Serpents de Madagascar sowie einige Lehrbücher, darunter Les plus beaux Reptiles, das 1960 unter dem Titel Reptilien in deutscher Übersetzung herauskam. 1970 war Guibé Mitarbeiter an den beiden Reptilienbänden der Buchreihe Traité de Zoologie von Pierre-Paul Grassé, wo er in 22 Kapiteln die Anatomie und das Verhalten beschrieb. Guibés letzte Monographie war Les Batraciens des Madagascar aus dem Jahr 1978. Von den 128 in diesem Buch erwähnten Froschlurchen sind 40 von Guibé erstbeschrieben worden.

## Dedikationsnamen
Dick Hillenius benannte 1959 die madegassische Chamäleon-Art Callumma guibei und Robert F. Inger im Jahr 1966 die Krötenart Ansonia guibei zu Ehren von Jean Guibé. 1992 wurde die madegassische Froschgattung Guibemantis nach Guibé benannt.